# Benkhard Ágost (festő)
Benkhard Ágost (Budapest, 1882. február 16. – Budapest, 1961. október 19.) magyar festő.

## Élete, munkássága
1900–1905 között az Mintarajziskola és Rajztanárképzőben tanult, ahol a mesterei Székely Bertalan, Zemplényi Tivadar és Szablya-Frischauf Ferenc voltak. Nyaranta Nagybányán, Fonyódon, Vajdahunyadon és Técsőn alkotott Hollósy Simon mellett. 1904-ben Olaszországba és Németországba ment tanulmányútra, de Párizsban is járt. 1905-től kiállító művész, első alkalommal a Téli Tárlaton mutatkozott be, Önarcképét mutatta be a Műcsarnokban. 1907-ben részt vett a KÉVE alapításában, később elnökévé is megválasztották. Az egyesület budapesti, berlini, düsseldorfi, bécsi, drezdai kiállításait ő rendezte meg. 1904-től 1922-ig a Fővárosi Iparrajziskolában, majd 1922-től 1945-ig a Magyar Képzőművészeti Főiskolán tanított, 1935 és 1937 között pedig rektora volt az intézménynek. 1920-ban megszervezte a Miskolci művésztelepet, ezt 1938-ig, majd 1947 és 1948 között vezette, emellett elnöke volt a Miskolci Művészek Társaságának is. A KÉVE-n kívül tagja volt, a Magyar Arcképfestők Társaságának és a Munkácsy-Céhnek is.
Főleg nagybányai stílusú, plein air tájképeket, portrékat, életképeket és aktos kompozíciókat festett. Gyakori témája volt a magyar népélet és a Matyóföld világa. Munkásságának fontos része volt művészetszervezői tevékenysége is. Művei megtalálhatók a miskolci Herman Ottó Múzeumban és a budapesti Magyar Nemzeti Galériában.

## Válogatott kiállításai
- 1905-től – Műcsarnoki kiállítások
- 1908-tól – KÉVE-kiállítások, Nemzeti Szalon, Budapest
- 1922 – LVII. kiállítás, Ernst Múzeum, Budapest
- 1944 – A magyar művészet ötven éve, Fővárosi Képtár, Budapest
- 1950-től – Magyar Képzőművészeti kiállítások, Műcsarnok, Budapest
- 1955 – Csók Galéria, Budapest (egyéni)
- 1957 – Tavaszi Tárlat, Műcsarnok, Budapest

## Díjai, elismerései
- 1929 – A barcelonai világkiállítás aranyérme
- 1943 – Kis állami aranyérem